# Kickboxer: L'art de la guerra
Kickboxer: L'art de la guerra (títol original: Kickboxer: The Art of War) és una pel·lícula estatunidenca dirigida per Rick King, estrenada l'any 1992. Tercer film de la sèrie Kickboxer, es tracta d'una continuació del film Kickboxer 2, estrenada l'any 1991. Posa de nou en escena Sasha Mitchell en el paper de David Sloane.Ha estat doblada al català.

## Argument
David Sloane, campió de kickboxing, arriba al Brasil per un cara a cara amb el temible campió Eric Martin, el mànager del qual dirigeix en secret una xarxa de prostitució de adolescents.
Sloane coneix per casualitat Costa, un noi dels carrers, la bonica germana del qual, Isabella, atreu de seguida l'atenció del mànager corrupte. Per Sloane, els problemes no triguen a caure-li a sobre, començant pel segrest d'Isabella. Atacat, segrestat, empès fins a l'esgotament, Sloane arribarà a salvar Isabella i a guanyar el seu partit?

## Repartiment
- Sasha Mitchell: David Sloane
- Dennis Chan: Xian Chow
- Richard Comar: Lane
- Noah Verduzco: Marcos
- Alethea Miranda: Isabella
- Milton Gonçalves: Sergent
- Ricardo Petráglia: Alberto
- Gracindo Júnior: Pete
- Miguel Oniga: Marcelo
- Leonor Gottlieb: Margarida
- Renato Coutinho: Branco
- Kate Lyra: la dona de Branco
- Ian Jacklin: Eric Martin
- Manitu Felipe: Machado
- Shuko Ron: Reinaldo

## La sèrie
- 1989: Kickboxer de Mark DiSalle i David Worth
- 1991: Kickboxer 2: El Successor d'Albert Pyun
- 1992: Kickboxer 3 de Rick King
- 1994: Kickboxer 4 d'Albert Pyun
- 1995: Kickboxer 5: L'Últim Combat de Kristine Peterson
- 2016: Kickboxer: Venjança de John Stockwell
- 2017: Kickboxer: Retaliation de Dimitri Logothetis